# Prva Liga Srbija 2009-2010
La Prva Liga Srbija 2009-2010, ufficialmente chiamata Prva Liga Telekom Srbija 2009-2010 per ragioni di sponsorizzazione, è stata la sesta edizione della seconda divisione del campionato di calcio della Serbia con questo nome. È stata la quarta edizione dopo la separazione fra Serbia e Montenegro.

## Formula
Le 18 squadre disputano un girone all'italiana andata e ritorno.
Vengono in promosse in SuperLiga 2010-2011 le prime due, mentre le ultime quattro retrocedono in Srpska Liga.

## Squadre
| Squadra           | Città                  | Stagione 2008-2009                              |
| ----------------- | ---------------------- | ----------------------------------------------- |
| Banat Zrenjanin   | Zrenjanin              | 12º in SuperLiga                                |
| Inđija            | Inđija                 | 6º in Prva Liga                                 |
| Sevojno           | Sevojno, Užice         | 7º in Prva Liga                                 |
| ČSK Čelarevo      | Čelarevo               | 8º in Prva Liga                                 |
| Srem              | Sremska Mitrovica      | 9º in Prva Liga                                 |
| Mladost Apatin    | Apatin                 | 10º in Prva Liga                                |
| Kolubara          | Lazarevac, Belgrado    | 11º in Prva Liga                                |
| Novi Sad          | Novi Sad               | 12º in Prva Liga                                |
| Dinamo Vranje     | Vranje                 | 13º in Prva Liga                                |
| Mladost Lučani    | Lučani                 | 14º in Prva Liga                                |
| Bežanija          | Novi Beograd, Belgrado | 15º in Prva Liga                                |
| Novi Pazar        | Novi Pazar             | 16º in Prva Liga                                |
| Proleter Novi Sad | Novi Sad               | 1º in Srpska Liga Vojvodina                     |
| Radnički Niš      | Niš                    | 1º in Srpska Liga Est                           |
| Sloga Kraljevo    | Kraljevo               | 1º in Srpska Liga Ovest                         |
| Zemun             | Zemun, Belgrado        | 1º in Srpska Liga Belgrado                      |
| Radnički Sombor   | Sombor                 | 2º in Srpska Liga Vojvodina, vincitore play-off |
| Teleoptik         | Zemun, Belgrado        | 2º in Srpska Liga Belgrado, vincitore play-off  |

## Classifica finale
| Pos. | Squadra           | Pt      | G  | V  | N  | P  | GF | GS | DR  |
| ---- | ----------------- | ------- | -- | -- | -- | -- | -- | -- | --- |
| 1    | Inđija            | 60      | 34 | 17 | 9  | 8  | 47 | 26 | +21 |
| 2    | Sevojno           | 58      | 34 | 17 | 7  | 10 | 40 | 24 | +16 |
| 3    | Kolubara          | 56      | 34 | 14 | 14 | 6  | 37 | 31 | +6  |
| 4    | Bežanija          | 53      | 34 | 14 | 11 | 9  | 34 | 28 | +6  |
| 5    | Novi Sad          | 51      | 34 | 14 | 9  | 11 | 34 | 29 | +5  |
| 6    | Teleoptik         | 50      | 34 | 14 | 8  | 12 | 38 | 31 | +7  |
| 7    | Proleter Novi Sad | 46      | 34 | 13 | 7  | 14 | 41 | 35 | +6  |
| 8    | Srem              | 46      | 34 | 12 | 10 | 12 | 34 | 37 | -3  |
| 9    | Novi Pazar        | 46      | 34 | 13 | 7  | 14 | 33 | 38 | -5  |
| 10   | Radnički Sombor   | 45      | 34 | 12 | 9  | 13 | 30 | 32 | -2  |
| 11   | Banat Zrenjanin   | 45      | 34 | 11 | 12 | 11 | 31 | 28 | +3  |
| 12   | Zemun             | 43 (-2) | 34 | 11 | 12 | 11 | 39 | 36 | +3  |
| 13   | Dinamo Vranje     | 43      | 34 | 12 | 7  | 15 | 32 | 38 | -6  |
| 14   | Mladost Lučani    | 42      | 34 | 9  | 15 | 10 | 33 | 31 | +2  |
| 15   | Radnički Niš      | 41      | 34 | 9  | 14 | 11 | 33 | 35 | -2  |
| 16   | Sloga Kraljevo    | 39      | 34 | 9  | 12 | 13 | 28 | 32 | -6  |
| 17   | ČSK Čelarevo      | 32      | 34 | 6  | 14 | 14 | 32 | 48 | -16 |
| 18   | Mladost Apatin    | 28      | 34 | 7  | 7  | 20 | 24 | 61 | -37 |

Legenda:

      Promossa in SuperLiga 2010-2011

      Retrocessa in Srpska Liga
Note:

Tre punti a vittoria, uno a pareggio, zero a sconfitta.
A parità di punti valgono gli scontri diretti.

## Classifica marcatori
| Pos. | Giocatore          | Squadra | Reti |
| ---- | ------------------ | ------- | ---- |
| 1    | Borivoje Filipović | Inđija  | 12   |